# Zuzana Ondrášková

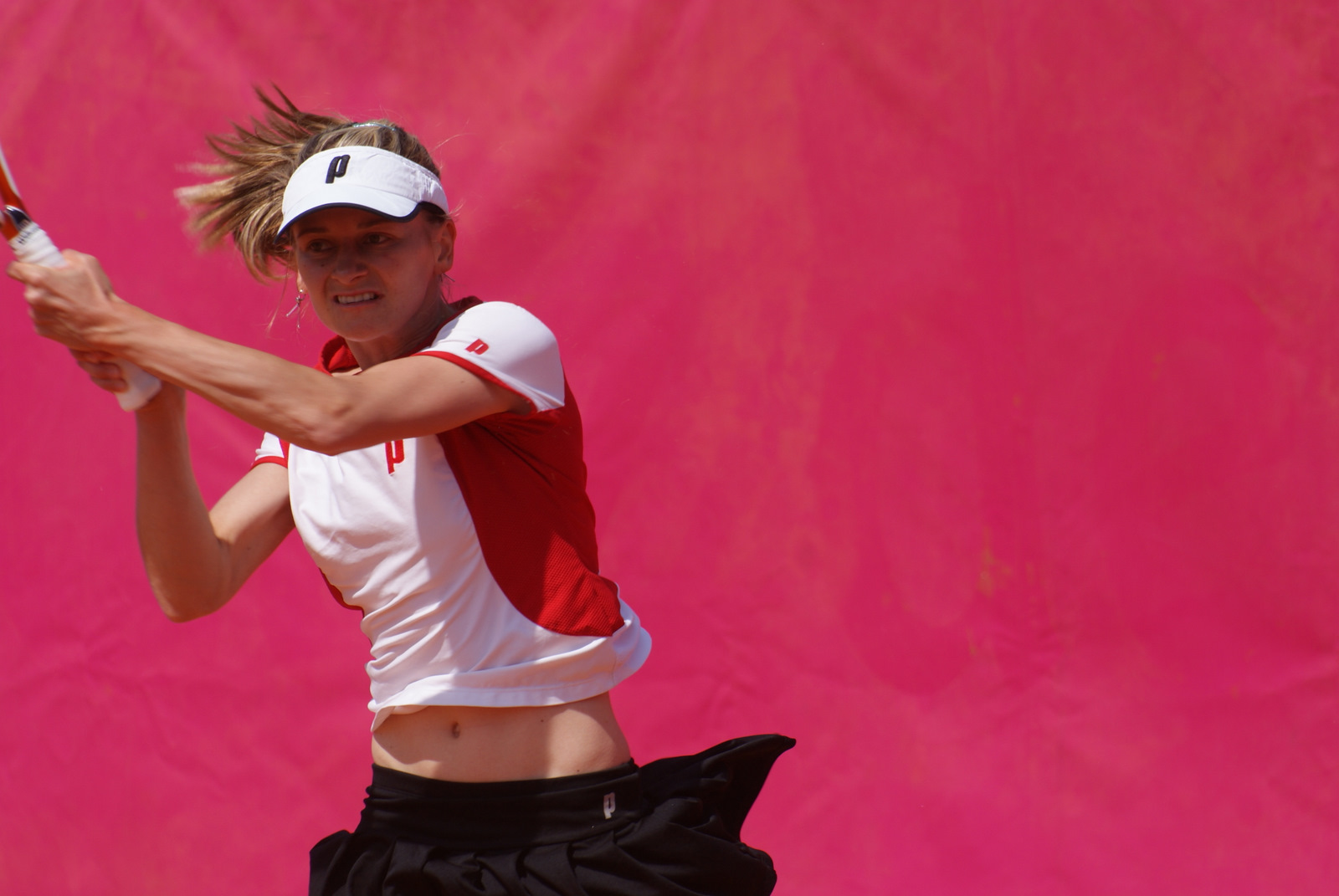
Zuzana Ondrášková à l'Open de Cagnes-sur-Mer en 2009.

Zuzana Ondrášková (née le 3 mai 1980 à Opava) est une joueuse de tennis tchèque, professionnelle de 1995 à 2012.
Son coup préféré est le service et sa surface de prédilection la terre battue.

## Palmarès

### Titre en simple dames
Aucun

### Finale en simple dames
| No | Date       | Nom et lieu du tournoi | Catégorie | Dotation  | Surface      | Vainqueure    | Score     |          |
| -- | ---------- | ---------------------- | --------- | --------- | ------------ | ------------- | --------- | -------- |
| 1  | 09/05/2005 | ECM Open, Prague       | Tier IV   | 140 000 $ | Terre (ext.) | Dinara Safina | 7-62, 6-3 | Parcours |

## Parcours en Grand Chelem

### En simple dames
| Année | Open d'Australie | Open d'Australie   | Internationaux de France | Internationaux de France | Wimbledon       | Wimbledon        | US Open         | US Open          |
| ----- | ---------------- | ------------------ | ------------------------ | ------------------------ | --------------- | ---------------- | --------------- | ---------------- |
| 2002  | -                | -                  | -                        | -                        | 1er tour (1/64) | Ai Sugiyama      | -               | -                |
| 2003  | -                | -                  | 2e tour (1/32)           | Silvia Farina            | 1er tour (1/64) | Arantxa Parra    | 1er tour (1/64) | Milagros Sequera |
| 2004  | 1er tour (1/64)  | Vera Zvonareva     | -                        | -                        | -               | -                | -               | -                |
| 2005  | 1er tour (1/64)  | Dally Randriantefy | -                        | -                        | 1er tour (1/64) | Cara Black       | 1er tour (1/64) | Justine Henin    |
| 2006  | 2e tour (1/32)   | Jelena Kostanić    | 2e tour (1/32)           | Martina Hingis           | -               | -                | 1er tour (1/64) | Ai Sugiyama      |
| 2007  | 2e tour (1/32)   | Tatiana Golovin    | 1er tour (1/64)          | Kateryna Bondarenko      | 1er tour (1/64) | Lucie Šafářová   | -               | -                |
| 2008  | -                | -                  | -                        | -                        | 1er tour (1/64) | Nicole Vaidišová | -               | -                |
| 2009  | -                | -                  | 1er tour (1/64)          | Viktoriya Kutuzova       | -               | -                | -               | -                |
| 2010  | -                | -                  | -                        | -                        | -               | -                | 1er tour (1/64) | Sybille Bammer   |
| 2011  | 1er tour (1/64)  | Jelena Dokić       | 1er tour (1/64)          | Caroline Garcia          | 1er tour (1/64) | Zheng Jie        | -               | -                |

À droite du résultat, l’ultime adversaire.

### En double dames
| Année | Open d'Australie             | Open d'Australie                  | Internationaux de France    | Internationaux de France        | Wimbledon | Wimbledon | US Open                       | US Open                           |
| ----- | ---------------------------- | --------------------------------- | --------------------------- | ------------------------------- | --------- | --------- | ----------------------------- | --------------------------------- |
| 2005  | -                            | -                                 | 1er tour (1/32) R. Voráčová | Svetlana Kuznetsova Mary Pierce | -         | -         | 1er tour (1/32) Martina Suchá | Denisa Chládková Virginie Razzano |
| 2006  | 1er tour (1/32) E. Bychkova  | A. Myskina Dinara Safina          | -                           | -                               | -         | -         | -                             | -                                 |
| 2011  | 1er tour (1/32) Raluca Olaru | Olga Govortsova Alla Kudryavtseva | -                           | -                               | -         | -         | -                             | -                                 |

sous le résultat, la partenaire ; à droite, l’ultime équipe adverse.

### En double mixte
| Année | Open d'Australie             | Open d'Australie        | Internationaux de France | Internationaux de France | Wimbledon | Wimbledon | US Open | US Open |
| 2008  | 1er tour (1/16) Petr Frelich | G. Voskoboeva F. Čermák | -                        | -                        | -         | -         | -       | -       |

sous le résultat, le partenaire ; à droite, l’ultime équipe adverse.

## Parcours en «Premier Mandatory» et «Premier 5»
Découlant d'une réforme du circuit WTA inaugurée en 2009, les tournois WTA « Premier Mandatory » et « Premier 5 » constituent les catégories d'épreuves les plus prestigieuses, après les quatre levées du Grand Chelem.

### En simple dames
| Année |              | Premier Mandatory           | Premier Mandatory       | Premier Mandatory | Premier Mandatory |       | Premier 5 | Premier 5 | Premier 5  | Premier 5 | Premier 5 | Premier 5 | Premier 5 |
| Année | Indian Wells | Miami                       | Madrid                  | Pékin             |                   | Dubaï | Rome      | Canada    | Cincinnati |           | Tokyo     |           |           |
| Année | Indian Wells | Miami                       | Madrid                  | Pékin             |                   | Doha  | Rome      | Canada    | Cincinnati |           | Wuhan     |           |           |
| Année | Indian Wells | Miami                       | Madrid                  | Pékin             |                   |       | Rome      | Canada    | Cincinnati |           |           |           |           |
| 2011  |              | 2e tour (1/32) F. Schiavone | 1er tour (1/64) K. Date |                   |                   |       |           |           |            |           |           |           |           |

Sous le résultat, l’ultime adversaire.

## Classements WTA en fin de saison

### En simple
| Année | 1997 | 1998 | 1999 | 2000 | 2001 | 2002 | 2003 | 2004 | 2005 | 2006 | 2007 | 2008 | 2009 | 2010 | 2011 | 2012 |
| Rang  | 809  | 296  | 272  | 212  | 196  | 128  | 87   | 143  | 78   | 108  | 139  | 189  | 180  | 84   | 433  | 1119 |

source : (en) « Classements de Zuzana Ondrášková », sur le site officiel du WTA Tour

### En double
| Année | 1997 | 1998 | 1999 | 2000 | 2001 | 2002 | 2003 | 2004 | 2005 | 2006 |
| Rang  | 878  | 414  | 414  | 465  | -    | -    | 319  | 541  | 832  | 967  |

source : (en) « Classements de Zuzana Ondrášková », sur le site officiel du WTA Tour